# پل دالتون
پل دالتون (انگلیسی: Paul Dalton؛ زادهٔ ۲۵ آوریل ۱۹۶۷) بازیکن فوتبال اهل بریتانیا است.
از باشگاه‌هایی که در آن بازی کرده‌است می‌توان به باشگاه فوتبال هارتل پول یونایتد، باشگاه فوتبال گیتزهد، باشگاه فوتبال کارلایل یونایتد، باشگاه فوتبال منچستر یونایتد، باشگاه فوتبال پلیموث آرگیل، و باشگاه فوتبال هادرزفیلد تاون اشاره کرد.